# Nationaal Tinnen Figuren Museum
Het Nationaal Tinnen Figuren Museum is een museum in het Overijsselse Ommen, gevestigd in het oude stadhuis van Ommen, nabij de brug over de Overijsselse Vecht.
De verzameling bestaat uit tinnen, papieren, blikken, kunststof of papier-maché figuren, geplaatst in diorama's.
Het voormalige stadhuis kwam in 1982 in particuliere handen en in 1985 vestigde het museum zich in het gebouw, eerst geruime tijd op de eerste en tweede verdieping; in 2001 werd ook de begane grond in gebruik genomen.  Het museum kreeg op 11 augustus 2001 de status van 'geregistreerd museum'.